# Linhares Esporte Clube
Maillots
Le Linhares Esporte Clube était un club brésilien de football basé à Linhares dans l'État de l'Espírito Santo. Il fut fondé le 15 mars 1991 après fusion de l'Industrial Esporte Clube et de l'América Futebol Clube. Le club disparut en 2003 à la suite de multiples querelles juridiques et financières.

## Palmarès
- Championnat de l'Espírito Santo :
  - Champion : 1993, 1995, 1997, 1998